# Râul Pozen
Râul Pozen este un curs de apă, afluent al râului Suceava în județul Suceava.  

## Galerie

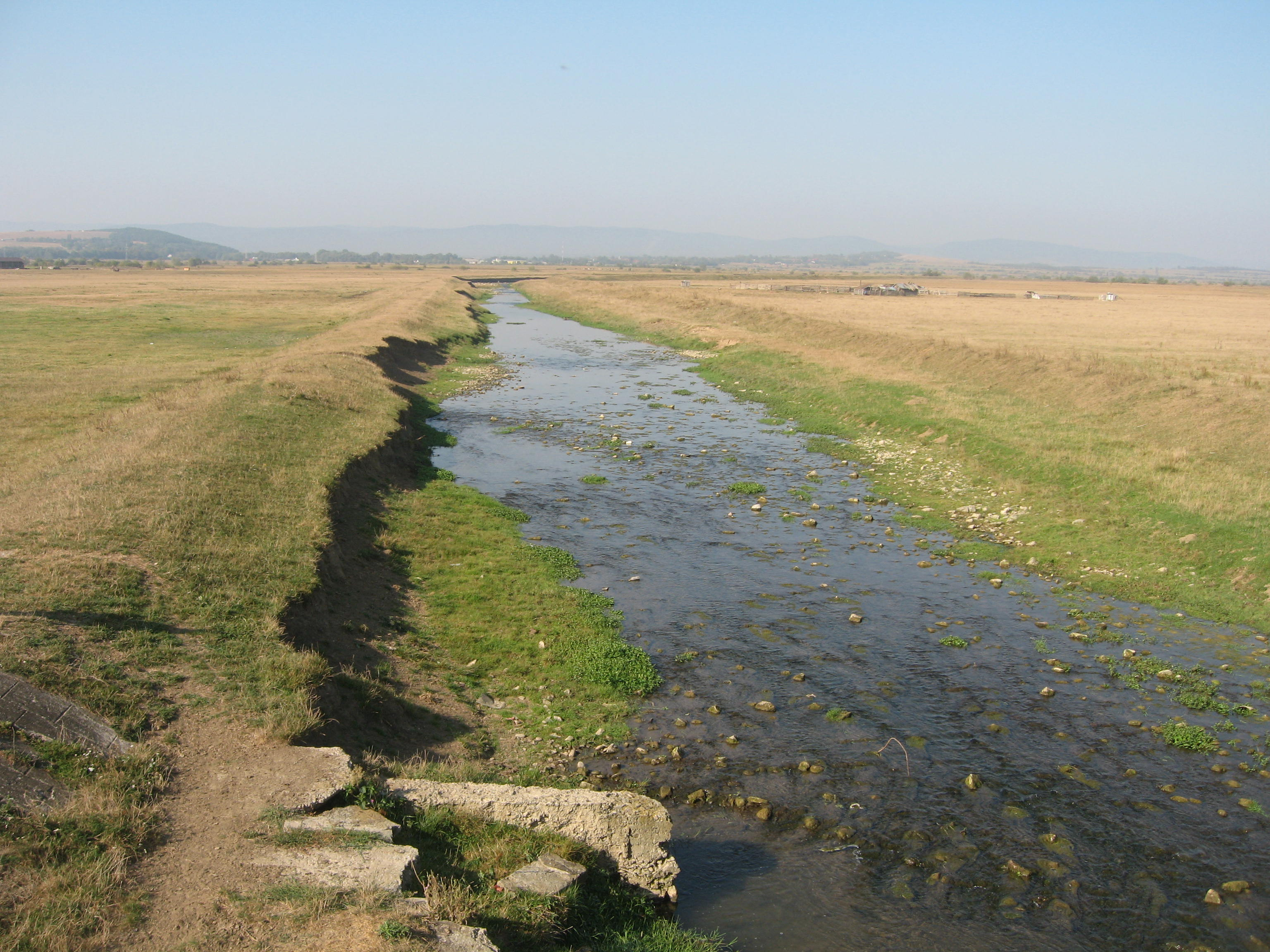
Râul Pozen la nord de Rădăuţi
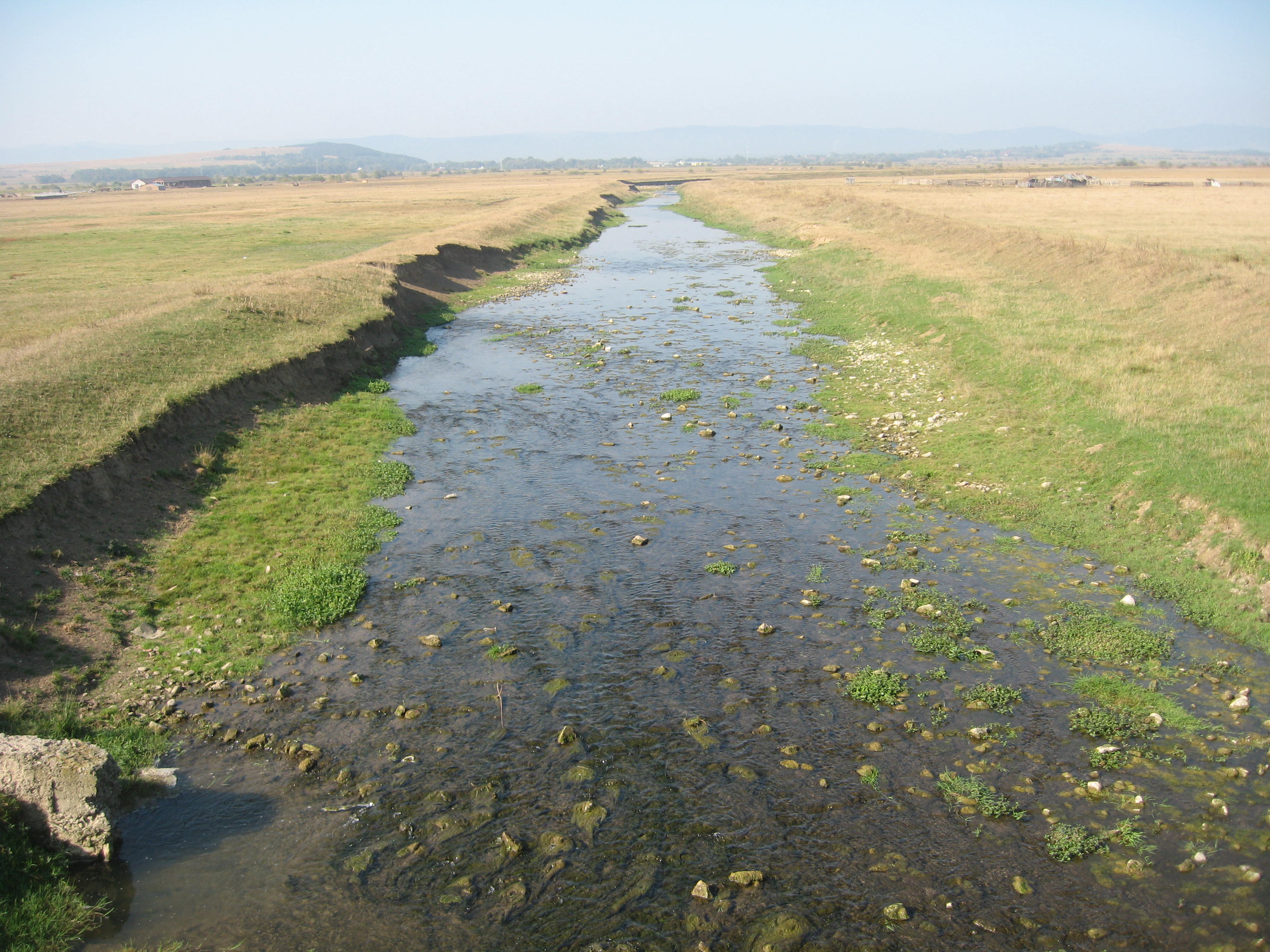
Râul Pozen la nord de Rădăuţi

## Hărți
- Harta județului Suceava
- Harta Obcinelor Bucovinene Arhivat în 30 iulie 2009, la Wayback Machine.
- Ovidiu Gabor - Economic Mechanism in Water Management Arhivat în 5 martie 2009, la Wayback Machine.